# Вилладия
Вилладия (лат. Villadia) — род суккулентных растений семейства Толстянковые (Crassulaceae).

## Название
Родовое латинское (научное) название Villadia дано в честь мексиканского ученого Мануэля Вильяда (Manuel M. Villada, 1841–1924). 
Русскоязычное название является транслитерацией латинского.

## Ботаническое описание
Род представлен травами (или кустарничками), которые являются многолетними растениями. Они могут отмирать почти до основания или сохранять некоторую часть надземной части. Новые побеги, образующие густые розетки, часто появляются после цветения. Растения неживородящие и достигают высоты от 0,5 до 2,5 дециметров. Они могут быть голыми или опушенными.
Стебли могут быть полегающими-восходящими или прямостоячими, ветвящимися или не ветвящимися. Они имеют травянистую структуру, но могут быть также слегка деревянистыми. Листья растений устойчивые и находятся у основания и на стеблях. Они расположены очередно и примерно одинаковы по размеру. Листья постепенно уменьшаются в размере к верхней части растения. Они сидячие и не срастаются в основании. Пластинка листа может быть линейной или полуокруглой, длиной от 1 до 2,5 сантиметров. Она мясистая, с шпорчатым основанием и цельнокрайними краями.
Цветки собраны в соцветия, расположенные на верхушечных кистях или узких тирсах. Цветки сидят на цветоножках. Они прямостоячие и состоят из пяти частей. Чашелистики различимы и одинаковы по форме. Лепестки начинают расходиться от середины и сросшиеся у основания, почти различимы, имеют розовый оттенок. Нектарники клиновидные. Число тычинок вдвое больше, чем число чашелистиков. Нити тычинок срастаются с основанием венчика. Пестики прямостоячие. Завязь имеет укороченное основание, а пестики вдвое короче завязи. Плоды прямостоячие. Семена обратнояйцевидные, с ребрышками, напоминающими сосочки. 
Количество хромосом — 9-17, 20-22, 33+.

## Распространение
Гватемала, Мексика, Перу, Техас (США).

## Таксономия
Статус Вилладии вызывает споры. Её отнесение к роду Altamiranoa (на 2023 год, синоним Sedum) или Sedum неоднозначно. Некоторые ученые предлагают рассматривать Villadia как часть рода Sedum. Исследования показывают, что Villadia тесно связана с родами Echeveria и Pachyphytum.
Villadia Rose, первое упоминание в Bull. New York Bot. Gard. 3: 3 (1903).

### Виды
Подтвержденные виды по данным сайта Plants of the World Online на 2023 год:
- Villadia acuta Moran & C.H.Uhl
- Villadia albiflora (Hemsl.) Rose
- Villadia aperta Moran & C.H.Uhl
- Villadia aristata Moran
- Villadia aureistella Pino & Cieza
- Villadia cucullata Rose
- Villadia diffusa Rose
- Villadia dyvrandae (Raym.-Hamet) Baehni & J.F.Macbr.
- Villadia grandisepala (R.T.Clausen) R.T.Clausen
- Villadia guatemalensis Rose
- Villadia imbricata Rose — Вилладия черепитчатая
- Villadia kimnachii Pino & Cieza
- Villadia klopfensteinii Pino & Cieza
- Villadia laxa Moran & C.H.Uhl
- Villadia minutiflora Rose
- Villadia misera (Lindl.) R.T.Clausen
- Villadia nelsonii Rose
- Villadia painteri Rose
- Villadia paniculata Pino & Cieza
- Villadia patula Moran & C.H.Uhl
- Villadia platystyla (Fröd.) R.T.Clausen
- Villadia pringlei Rose
- Villadia ramirezii P.Carrillo
- Villadia ramosissima Rose
- Villadia recurva Moran, Kimnach & C.H.Uhl
- Villadia squamulosa (S.Watson) Rose
- Villadia stricta Rose
- Villadia thiedei Pino & Cieza
- Villadia virgata (Diels) Baehni & J.F.Macbr.

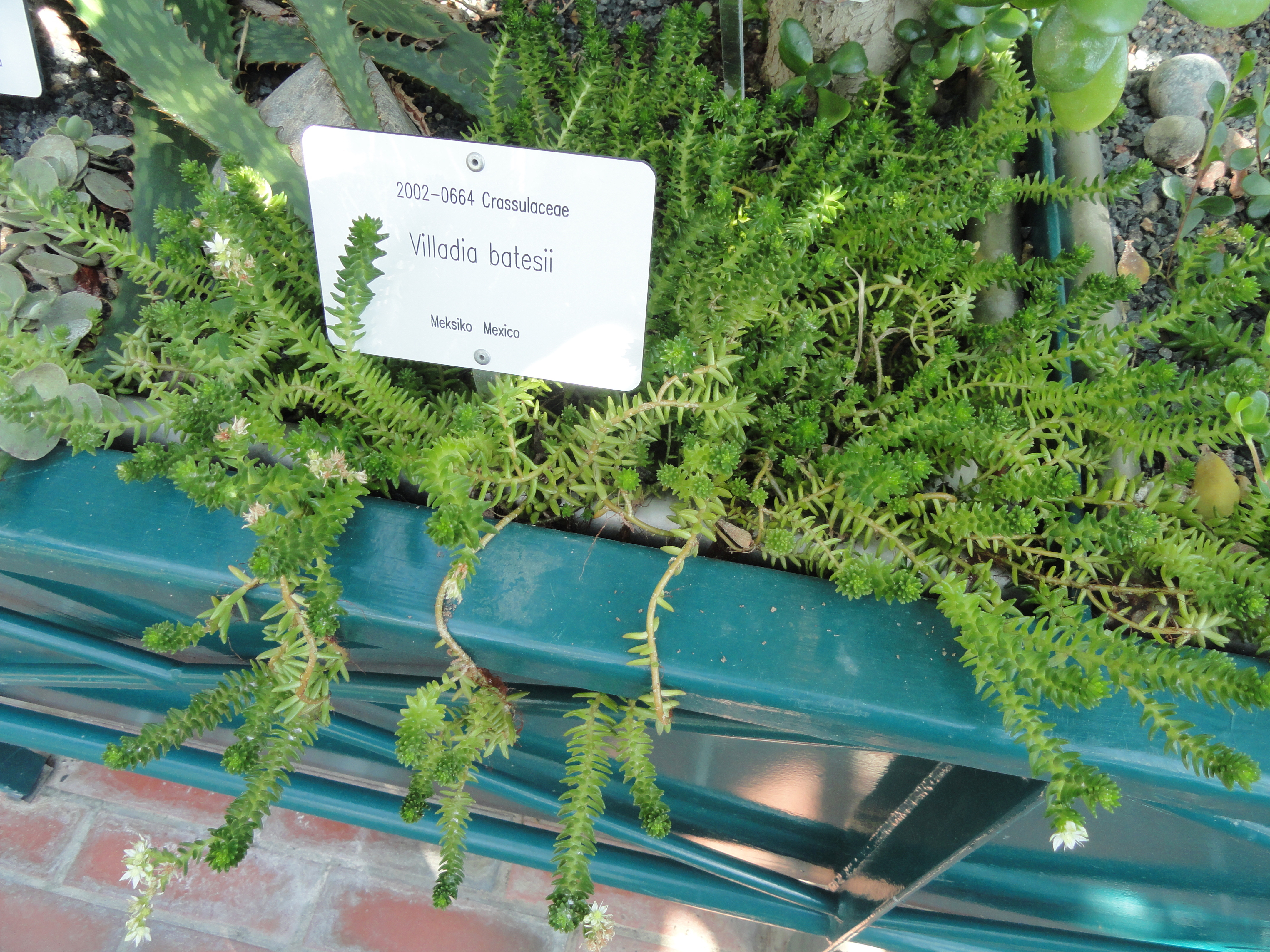
Villadia batesii